# NGC 6380
NGC 6380 је збијено звјездано јато у сазвежђу Шкорпија које се налази на NGC листи објеката дубоког неба.
Деклинација објекта је - 39° 4' 7" а ректасцензија 17h 34m 28,0s. Привидна величина (магнитуда) објекта NGC 6380 износи 11,5. NGC 6380 је још познат и под ознакама GCL 68, ESO 333-SC14.